# راي نولز
راي نولز (بالإنجليزية: Ray Knowles)‏ (30 سبتمبر 1952 في المملكة المتحدة - ) هو لاعب كرة قدم بريطاني في مركز الهجوم. لعب مع نادي هايز ونادي ويمبلدون وBurnham F.C. ‏ وTooting & Mitcham United F.C. ‏ ونادي ساوثال ونادي ويلدستون لكرة القدم.